# 横田純子
横田 純子（よこた じゅんこ）は、日本の合唱指導者。府中市立府中第四中学校の教諭・合唱部顧問を務める。

## 経歴
東京音楽大学器楽科ピアノ専攻卒業。その後中学校の音楽科の教員として町田市立成瀬台中学校、八王子市立椚田中学校、狛江市立狛江第四中学校を経て、現在は府中市立府中第四中学校に勤務している。
一貫して混声合唱指導を続け、2005年には狛江市立狛江第四中学校の合唱部の顧問として、第72回NHK全国学校音楽コンクール全国大会において金賞を受賞している。
2012年と2014年には、府中市立府中第四中学校にて、全日本合唱コンクール全国大会において金賞を受賞。その後2021年には、全日本合唱コンクール全国大会で文部科学大臣賞を受賞、さらにNHK全国学校音楽コンクールで金賞を受賞し、2冠を達成した。
混声合唱団A.D.A主催（現在は解散）。全国各地より呼ばれ、独自の授業方法を講演して回っている。

## 著書
- 『横田純子先生の「楽しい合唱の玉手箱」～音楽で人をつなげる部活動づくり～【全2巻】[1]』ジャパンライム
- 『クラス合唱曲集　Let's Chorus!』音楽之友社
- 連載「レッツ・コーラス！～心が通う授業づくり～」音楽之友社 月刊誌『教育音楽』

## 掲載
記事
- 朝日新聞「声変わりも計算、独自の練習法で金賞　合唱コン、府中市立府中四」（2022年10月31日）[3]

雑誌
- 『教育音楽 中学・高校版』（2008年2月号）
  - 中学特集　生徒が伸びる 効果的な「ほめ方」［Part2］実録・授業リポート～東京都狛江市立狛江第四中学校・横田純子先生の授業から
- 『ムジカノーヴァ』（2008年11月号）
  - 中学校で人気の合唱曲《この地球のどこかで》を盛り上げよう
- 『教育音楽 中学・高校版』（2012年2月号）
  - 「授業ライヴ・リポート！」77　東京都府中市立府中第四中学校3年3組＆横田純子先生
- 『教育音楽 中学・高校版』（2012年5月号）
  - 【コラム】女性教師ができる「変声男子」の指導術～横田純子教諭の場合
- 『教育音楽 中学・高校版』（2013年8月号）
  - 特集　音楽あふれる学校に学ぶ「音楽」の力　Part1音楽あふれる学校におじゃまします！chapter1東京都府中市立府中第四中学校　個を育てる音楽の力
- 『教育音楽 中学・高校版』（2014年8月号）
  - 特集　個の力を伸ばす部活指導【吹奏楽部】【合唱部】［Part 1 名指導者に聞く］合唱部：個から全体へ～チームづくりの極意
- 『教育音楽 中学・高校版』（2014年9月号）
  - [特集Ⅰ]校内合唱コンクールに向けて　パート練習をレベルアップ［Part 1 パート練習の極意］パート練習虎の巻　横田純子
- 『教育音楽 中学・高校版』（2014年12月号）
  - 特集　失敗は成功のもと　失敗から学んで生かそう［Part 1］座談会　今だからいえる失敗、そしてそこから何を学んだか　印東公民・田中安茂・横田純子
- 『教育音楽 中学・高校版』（2015年2月号）
  - 中学特集「さすが３年生！」といわせる合唱をつくる［Part1　3年生の歌声予想図］歌声を育てる、つなぐ
- 『教育音楽 中学・高校版』（2015年3月号）
  - 特集Ⅰ　若手教師のための歌唱・合唱指導［Part1　座談会］歌唱・合唱指導の悩み、醍醐味　横田純子・高田志穂・山本亜矢子
- 『教育音楽 中学・高校版』（2015年6月号）
  - 特集　男子の歌声トラブルシューティング［Part2　1年男子の指導を直撃]　chapter1　東京都府中市立府中第四中学校・横田純子教諭＆1年6組
- 『教育音楽 中学・高校版』（2015年8月号）
  - 特集Ⅰ「かっこいい」生徒の指揮［Part2　指揮者の育て方］chapter1　すべては事前の仕込みにあり
- 『教育音楽 中学・高校版』（2015年9月号）
  - 特集Ⅰ　校内合唱コンクールに向けて パート練習をレベルアップ２［Part 1　理想的なパート練習とは］
- 『教育音楽 中学・高校版』（2016年1月号）
  - 特集　表現力アップ！ 合唱曲アナリーゼ大作戦［Part2　指導に生かすアナリーゼ］『天の川』藤巻吏絵作詞／若松 歓作曲（混声3部合唱）　横田純子
- 『教育音楽 中学・高校版』（2016年6月号）
  - 特集Ⅰ　1年生の「初めの授業」完全リポート［見たい、知りたい、声づくりの第一歩］chapter1　体と心をほぐすことがいい声への近道
  - 特別付録DVD「声の見本帳」活用法　横田純子
- 『教育音楽 中学・高校版』（2016年12月号）
  - 特集Ⅰ　これってOK? NG? 授業の不安をすっきり解決！
- 『教育音楽 中学・高校版』（2017年7月号）
  - 特集Ⅰ　燃えろ！　校内合唱コンクールの選曲　付・人気曲アンケート［Part1　座談会］「この曲やりたい！」という声が聞けるように　石田浩紀・田中安茂・横田純子
- 『教育音楽 中学・高校版』（2017年10月号）
  - 特集Ⅱ　歌唱の実技テストマニュアル　実技テストは自信を得るために
- 『教育音楽 中学・高校版』（2018年2月号）
  - 特集Ⅰ　心に残る卒業式の選曲＆演出［Part1　卒業式の音楽―我が校の実践］3年間を見通した選曲
- 『教育音楽 中学・高校版』（2021年3月号）
  - 「レッツ・コーラス！～心が通う授業づくり～」23　最終回　「よかった」と思えるように
  - 特別付録DVD［解説］声の軌跡～中学3年間の成長記録～
- 『教育音楽 中学・高校版』（2021年6月号）
  - 対談　歌う？歌わない？ 続・ウィズコロナの歌唱指導　後藤朋子・横田純子　※小学版にも掲載
  - 対談　ウィズコロナでも育てる歌唱の技能（教員音楽オンラインセミナー）　山田泰子・横田純子
- 『教育音楽 中学・高校版』（2021年9月号）
  - 特集Ⅰ　歌声を取り戻そう　対談　そこに感動があれば！　原田瑛莉子・横田純子
- 『教育音楽 中学・高校版』（2022年2月号）
  - ［座談会］卒業式で一生ものの「歌」を　辻 真紀子・山本高栄・横田純子
  - We love ミュージック！　東京都府中市立府中第四中学校合唱部＆横田純子指導教諭
  - 連載　わたしの音楽室　⑪　フロア全体で活動できる！
- 『教育音楽 中学・高校版』（2022年4月号）
  - 特集Ⅰ　新入生の把握と関係づくり［座談会］把握・関係づくりの前に　小田美樹・山本高栄・横田純子
- 『教育音楽 中学・高校版』（2022年5月号）
  - 新連載　レッツ・コーラス！～学校で歌おう～　①　コロナ禍3年目の合唱
- 『教育音楽 中学・高校版』（2022年6月号）
  - 連載　レッツ・コーラス！～学校で歌おう～　②　この時期にしかできないこと
- 『教育音楽 中学・高校版』（2022年7月号）
  - 教育音楽オンラインセミナーから学ぶ、男子の歌声づくり　小田美樹・山本高栄・横田純子
  - レッツ・コーラス！～学校で歌おう～　③　期待を持てるように・希望・夢
- 『教育音楽 中学・高校版』（2022年8月号）
  - 連載　レッツ・コーラス！～学校で歌おう～　④　ずっと待っていたこと
- 『教育音楽 中学・高校版』（2022年9月号）
  - 連載　レッツ・コーラス！～学校で歌おう～　⑤　私がいなくても……
- 『教育音楽 中学・高校版』（2022年10月号）
  - 連載　レッツ・コーラス！～学校で歌おう～　⑥　いろいろなアプローチで
- 『教育音楽 中学・高校版』（2022年11月号）
  - 連載　レッツ・コーラス！～学校で歌おう～　⑦　いよいよです！
- 『教育音楽 中学・高校版』（2022年12月号）
  - 連載　レッツ・コーラス！～学校で歌おう～　⑧　終わった後こそ意識を高めるチャンス！
- 『教育音楽 中学・高校版』（2023年1月号）
  - 連載　レッツ・コーラス！～学校で歌おう～　⑨　そのとき、その気持ちで歌いたい
- 『教育音楽 中学・高校版』（2023年2月号）
  - 連載　レッツ・コーラス！～学校で歌おう～　⑩　誰かに届ける、伝えるために
- 『教育音楽 中学・高校版』（2023年3月号）
  - 授業ライヴ・リポート　東京都府中市立府中第四中学校１年４組＆横田純子指導教諭
  - 連載　レッツ・コーラス！～学校で歌おう～　⑪最終回　歌はいつもそこにある
- 『教育音楽 中学・高校版』（2023年5月号）
  - 特集Ⅰ　憧れの先生に聞く10の授業ルール　子どもと声で語り尽くす！ 対話を続ける授業づくり　横田純子
- 『教育音楽 中学・高校版』（2023年6月号）
  - [座談会]　音が取れない生徒へのあの手・この手　安藤希理子　髙野理沙　横田純子
- 『教育音楽 中学・高校版』（2024年3月号）
  - 特集Ⅰ　関係づくりも授業もうまくいく！音楽教師のポジティブ思考　Part1　ネガティブなときにどう声掛けする？
- 『教育音楽 小学版』（2024年5月号）
  - セミナーリポート：「音楽の授業は楽しい」が出発点
- 教育音楽 春号 2025.04
  - 特集Ⅲ　変声期で“歌”を終わらせない［座談会］子どもに寄り添う変声期の指導と言葉掛け　上埜光規・工藤かや・稲垣潤一・横田純子